# Fuck You All!!!!
Albums de Carpathian Forest
Skjend Hans Lik
(2004)
Fuck You All!!!! Caput tuum in ano est est le cinquième album studio du groupe de Black metal norvégien Carpathian Forest. L'album est sorti le 16 juin 2006 sous le label Season of Mist.
La seconde partie du titre de l'album, Caput tuum in ano est, veut dire en latin: "votre tête est dans votre anus".

## Musiciens
- R. Nattefrost - Chant, Guitare, Claviers
- Tchort - Guitare
- Blood Perverter - Guitare
- Vrangsinn - Basse, Claviers, Guitare, Chœur
- Anders Kobro - Batterie

## Liste des morceaux
1. Vi Åpner Porten Til Helvete... – 6:36
2. The Frostbitten Woodlands of Norway – 4:58
3. Start up the Incinerator (Here Comes Another Useless Fool) – 5:12
4. Submit to SATAN!!! – 4:07
5. Diabolism (The Seed and the Sower) – 4:14
6. Dypfryst / Dette Er Mitt Helvete – 4:04
7. Everyday I Must Suffer! – 4:17
8. The First Cut Is the Deepest – 4:45
9. Evil Egocentrical Existencialism – 3:47
10. Shut Up, There is No Excuse to Live... – 4:14